# Daphnopsis equatorialis
Daphnopsis equatorialis är en tibastväxtart som beskrevs av Nevl.. Daphnopsis equatorialis ingår i släktet Daphnopsis och familjen tibastväxter. Inga underarter finns listade i Catalogue of Life.